# August Boeckh
August Boeckh, correttamente August Böckh (Karlsruhe, 24 novembre 1785 – Berlino, 3 agosto 1867), è stato un grecista e filologo classico tedesco.

## Biografia
Dopo gli studi secondari nel Gymnasium della città natale, nel 1803 si recò all'università di Halle-Wittenberg per studiare teologia con Schleiermacher.
L'incontro con Wolf, che in quel periodo insegnava ad Halle, suscitò il suo entusiasmo per gli studi classici, cosicché abbandonò la teologia per la filologia, divenendo col tempo il miglior allievo di Wolf.
Nel 1807, ottenne a Heidelberg l'abilitazione all'insegnamento e poco dopo fu nominato professore straordinario. Nel 1811 si trasferì all'Università di Berlino, dove venne nominato professore di eloquenza e di lettere classiche, lavorando a stretto contatto con Wilhelm von Humboldt e rivestendo la carica di preside e di rettore. Rimase a Berlino per il resto della sua vita.
Nel 1814 fu nominato membro della Königlich Preußische Akademie der Wissenschaften (Reale Accademia Prussiana delle Scienze), di cui per fu molto tempo segretario. Parecchi brani contenuti nelle Kleine Schriften furono composti durante lo svolgimento di quest'ultima funzione.
Böckh perfezionò e diffuse le idee di Wolf riguardo alla filologia. Rifiutando la vecchia idea della filologia come conoscenza esatta delle parole, e in polemica con Gottfried Hermann, egli concepì la filologia come conoscenza storica e filologica dell'antichità nel suo complesso (totius antiquitatis cognitio). In questa prospettiva studiò la musica degli antichi greci, inaugurando così un vero e proprio filone di studi.
Oltre alle edizioni critiche, la più famosa delle quali è stata dedicata a Pindaro nel 1811 (ma poi è stata completata nel 1821 con la collaborazione di Georg Ludolf Dissen), August Böckh scrisse Die Staatshaushaltung der Athener ("L'economia politica degli Ateniesi") e pubblicò il Corpus Inscriptionum Graecarum a cui egli attese fino al 1843, e che fu completato nel 1877 grazie a numerosi studiosi con il patrocinio della Reale Accademia Prussiana delle Scienze.
In un saggio in latino del 1822 (Gesammelte kleine Schriften) Böckh divise il campo della filologia in cinque parti: 
1. ricerca negli atti pubblici, con una conoscenza di tempi e luoghi, in istituzioni civili ed anche in legge;
2. ricerca negli atti privati;
3. esposizione delle religioni e delle arti delle popolazioni dell'antichità;
4. una storia di tutte le concezioni morali e fisiche, delle credenze e della produzione letteraria delle popolazioni dell'antichità;
5. conoscenza completa della lingua.

## Opere

### Volumi
- Die Hierodulen. Herausgegeben von Aloys Ludwig Hirt, mit Beilagen von Aug. Bockh und Ph. Buttmann. Berlin: bei L.W. Wittich, 1818
- Metrologische Untersuchungen über Gewichte, Münzfüße und Maße des Alterthums in ihrem Zusammenhange. Berlin: Verlag von Veit und Comp., 1838
- Augusti Böckhii Specimen editionis Timaei Platonis dialogi. Heidelbergae: ex libraria Mohrii et Zimmeri Academica, 1807 (on-line)
- Die Staatshaushaltung der Athener. Berlin, 1817; II edizione: Berlin, 1851 (riproduzione fotost. della II edizione: Gottingen: Duehrkohp & Radicke, 2001, ISBN 978-3-89744-023-4)
- Friedrich von Raumer, August Boeckh, Johann Wilhelm Loebell, Theodor Panofka, Heinrich Ritter, Antiquarische Briefe. Leipzig: Brockhaus, 1851 (on-line)
- Urkunden über das Seewesen des attischen Staats. Berlin: bei L.W. Wittich, 1840
- Die Ausgabe des Pindar. Leipz. 1811-1821, 4 voll.
- Corpus Inscriptionum Graecarum. Berlin 1828–1877, 4 Voll.
- Enzyklopädie und Methodologie der philologischen Wissenschaften, Leipzig: Teubner, 18771, 18862, (ed. it. La filologia come scienza storica, Napoli : Guida editori, 1987)

### Articoli
- Graecae tragoediae principum, Aeschyli, Sophoclis, Euripidis, num ea quae supersunt et genuina omnia sint. Heidelb. 1808
- Die Versmaße des Pindar. Berlin, 1809
- Die Lehren des Pythagoreers Philolaos nebst den Bruchstücken. Berlin, 1819
- die Ausgabe der Sophokleischen Antigone. Berlin, 1843
- Zeitschrift für Geschichtswissenschaft:
  - Manetho und die Hundssternperiode. Berlin, 1845
  - Untersuchungen über das kosmische System des Platon. Berlin, 1852
  - Zur Geschichte der Mondcyklen der Hellenen. Leipzig, 1855
  - Epigraphisch-chronologische Studien. Berlin, 1856
  - Über die vierjährigen Sonnenkreise der Alten. Berlin, 1863

## Omaggi
- La città di Berlino gli ha dedicato la Böckhstraße, nel Graefekiez, nel quartiere di Kreuzberg.